# Universidad Tangamanga
La Universidad Tangamanga (UTAN) es una institución educativa privada ubicada en San Luis Potosí, México. Fundada en 1997, UTAN es parte de la red Aliat Universidades y ofrece programas académicos de bachillerato, licenciatura, maestrías y doctorados.

## Historia
La Universidad Tangamanga fue fundada en 1997 en un pequeño edificio que anteriormente servía como casa habitación. En sus primeros años, la institución comenzó con solo dos licenciaturas: Puericultura y Ciencias. Las instalaciones iniciales contaban con cuatro salones, un laboratorio, una pequeña biblioteca y un área administrativa.
En 1999, la universidad se trasladó a un nuevo edificio más amplio para adaptarse a su crecimiento. Este nuevo espacio incluía 11 salones, un salón de usos múltiples, una biblioteca más grande, un centro de cómputo, oficinas de coordinación académica, y una cafetería. Para el ciclo escolar 2000, se incorporaron las carreras de Derecho e Ingeniería Industrial.
El crecimiento de UTAN continuó con la apertura de nuevos campus en los siguientes años:
2001: Apertura del Campus Industrias.
2002: Inauguración del Campus Saucito.
2007: Creación de la Universidad Virtual, que ofrece educación a distancia con modalidades como foros virtuales y clases grabadas. 

## Campus
- Campus Huasteca: Av. Universidad No 1, Col Centro C.P. 79930, Axtla de Terrazas S.L.P.
- Campus Saucito: Av. Fray Diego De La Magdalena #42 Col. Saucito C.P. 78110, San Luis Potosí, S.L.P.
- Campus Tequis: Cuauhtémoc #485 Col. Tequisquiapan, C.P. 78230, San Luis Potosí, S.L.P.
- Campus Industrias: Av. Industrias #3690 Col. Zona Industrial C.P. 7839 San Luis Potosí S.L.P

Además, UTAN ofrece programas en línea.

## Oferta Educativa
Bachillerato: (Ofertado en los cuatro campus) 
- Semestral
- Cuatrimestal
- En Línea

Licenciatura:
Presenciales: 
- Licenciatura en Administración de Empresas [Campus Industrias, Saucito y Tequis]
- Licenciatura en Arquitectura [Campus Industrias]
- Licenciatura en Ciencias de la Educación [Campus Huasteca]
- Licenciatura en Comercio Internacional [Campus Industrias]
- Licenciatura en Contaduría Pública [Campus Huasteca, Industrias y Saucito]
- Licenciatura en Derecho [Campus Huasteca, Saucito y Tequis]
- Licenciatura en Diseño Gráfico Digital [Campus Industrias]
- Licenciatura en Educación en la Enseñanza de Lenguas Extranjeras [Campus Saucito]
- Licenciatura en Educación Física y el Deporte [Campus Huasteca y Saucito]
- Licenciatura en Enfermería [Campus Huasteca y Saucito]
- Licenciatura en Ingeniería Industrial [Campus Industrias]
- Licenciatura en Ingeniería Industrial Automotriz [Campus Industrias]
- Licenciatura en Ingeniería Mecatrónica [Campus Industrias]
- Licenciatura en Mercadotecnia [Campus Tequis]
- Licenciatura en Nutrición [Campus Saucito]
- Licenciatura en Pedagogía [Campus Tequis]
- Licenciatura en Psicología [Campus Huasteca y Saucito]
- Licenciatura en Puericultura [Campus Saucito]
- Licenciatura en Tecnologías de la Información [Campus Industrias]
- Licenciatura en Trabajo Social [Campus Huasteca y Saucito]

Ejecutivas: 
- Licenciatura en Administración de Empresas [Campus Huasteca, Industrias, Saucito y Tequis]
- Licenciatura en Arquitectura [Campus Industrias]
- Licenciatura en Ciencias de la Educación [Campus Huasteca]
- Licenciatura en Comercio Internacional [Campus Industrias]
- Licenciatura en Contaduría Pública [Campus Huasteca, Industrias y Saucito]
- Licenciatura en Criminalística [Campus Huasteca]
- Licenciatura en Derecho [Campus Huasteca, Saucito y Tequis]
- Licenciatura en Diseño Gráfico Digital [Campus Industrias]
- Licenciatura en Educación en la Enseñanza de Lenguas Extranjeras [Campus Saucito]
- Licenciatura en Educación Física y el Deporte  [Campus Huasteca y Saucito]
- Licenciatura en Ingeniería en Redes Computacionales [Campus Huasteca]
- Licenciatura en Ingeniería Industrial [Campus Industrias]
- Licenciatura en Ingeniería Industrial Automotriz [Campus Industrias]
- Licenciatura en Ingeniería Industrial en Logística [Campus Industrias]
- Licenciatura en Ingeniería Mecatrónica [Campus Industrias]
- Licenciatura en Mercadotecnia [Campus Tequis]
- Licenciatura en Pedagogía [Campus Saucito y Tequis]
- Licenciatura en Psicología [Campus Huasteca y Saucito]
- Licenciatura en Tecnologías de la Información [Campus Industrias]
- Licenciatura en Trabajo Social [Campus Huasteca y Saucito]

En línea: 
- Licenciatura en Administración de Empresas
- Licenciatura en Administración de Empresas Túristicas
- Licenciatura en Ciencias de la Educación
- Licenciatura en Comercio Internacional
- Licenciatura en Contaduría Pública
- Licenciatura en Criminalística
- Licenciatura en Derecho
- Licenciatura en Mercadotecnia
- Licenciatura en Pedagogía
- Licenciatura en Psicología
- Licenciatura en Ingeniería en Sistemas Computacionales
- Licenciatura en Ingeniería Industrial

Posgrados: 
Ejecutivas:
- Especialidad en Psicología Clínica [Campus Huasteca]
- Maestría en Administración [Campus Huasteca]
- Maestría en Administración de Negocios [Campus Industrias y Tequis]
- Maestría en Administración de Procesos Industriales [Campus Industrias]
- Maestría en Administración de Recursos Humanos [Campus Industrias]
- Maestría en Ciencias de la Educación [Campus Tequis]
- Maestría en Criminología [Campus Huasteca y Tequis]
- Maestría en Docencia en Educación Superior [Campus Huasteca]
- Maestría en Finanzas Estratégicas [Campus Industrias]
- Maestría en Gestión Logística [Campus Tequis]
- Maestría en Juicios Orales [Campus Huasteca y Tequis]
- Maestría en Mercadotecnia [Campus Industrias]

En Línea:
- Maestría en Administración de Negocios
- Maestría en Docencia
- Maestría en Gestión Educativa
- Doctorado en Educación